# Якубово (Квідзинський повіт)
Якубово (пол. Jakubowo) — село в Польщі, у гміні Прабути Квідзинського повіту Поморського воєводства.
Населення — 123 особи (2011).
У 1975-1998 роках село належало до Ельблонзького воєводства.

## Демографія
Демографічна структура станом на 31 березня 2011 року:
|          | Загалом | Допрацездатний вік | Працездатний вік | Постпрацездатний вік |
| -------- | ------- | ------------------ | ---------------- | -------------------- |
| Чоловіки | 59      | 16                 | 31               | 12                   |
| Жінки    | 64      | 17                 | 33               | 14                   |
| Разом    | 123     | 33                 | 64               | 26                   |